# Haplostichanthus longirostris
Haplostichanthus longirostris là loài thực vật có hoa thuộc họ Na. Loài này được (SCHEFFER) Heusden mô tả khoa học đầu tiên năm 1994.